# Северни пролаз
Северни пролаз (енгл. North Channel; ир. Sruth na Maoile) представља мореуз који повезује Ирско море са Атлантским океаном на северу, односно раздваја Северну Ирску од Шкотске. Дужина му је од севера ка југу 170 км, ширина између 20 и 40 км а најдубља тачка је у Бофортовом јарку (272 м). За овај мореуз карактеристични су и изразито јаки плимски таласи који се крећу брзинама и до 12 км/час.
Обале дуж залива су веома разуђене и препуне малених острва и фјордова.
Највећи град на обалама мореуза је Белфаст у Северној Ирској.
У јануару 1953. у хаварији брода Принцеза Викторија у водама овог мореуза страдало је 133 путника.